# Caecidotea alabamensis
Caecidotea alabamensis är en kräftdjursart som först beskrevs av Stafford 1911.  Caecidotea alabamensis ingår i släktet Caecidotea och familjen sötvattensgråsuggor. Inga underarter finns listade i Catalogue of Life.